# Загибалов, Максимилиан Николаевич
Максимилиан Николаевич Загибалов (14 октября 1843, село Гольцовка Мокшанского уезда Пензенской губернии — 5 сентября 1920, Каргат, Каинский уезд, Томская губерния) — российский революционер, общественный деятель, издатель.

## Биография
Родился в семье потомственных дворян, в 1860 году окончил гимназию в Пензе, затем учился на медицинском факультете в Московском университете, но курса не окончил, так как в связи с участием в студенческих волнениях в 1861 году был арестован и выслан из Москвы на поруки родителей. 
Затем вернулся в Москву и вступил в подпольный кружок Н. А. Ишутина. В апреле 1866 году после покушения Каракозова на Александра II был арестован, как и другие члены кружка. Содержался во время следствия в Екатерининской куртине Петропавловской крепости, в сентябре 1866 года был приговорен Верховным уголовным судом к 12 годам каторжных работ, затем срок каторги был сокращен до 6 лет.
Отбыв четыре года каторги в Александровском Заводе, в декабре 1871 года был отправлен в ссылку в село Чурапчу Якутской области. В 1884 году был освобожден из ссылки и получил разрешение жить везде, кроме столичных губерний. Отправился в Казань; затем до 1889 года жил в имении своей матери в Пензенской губернии под полицейским надзором.
В 1889 году вместе с женой и малолетним сыном Леонидом поселился в Томске, где занимался управлением мукомольным производством и мучной торговлей томского купца В. А. Горохова, стал домовладельцем. Избирался гласным Томской городской думы; был председателем Томского общества вспоможения приказчиков, как делегат от Томска участвовал в работе I и II Всероссийских съездов приказчиков (1896, 1898). 
С 1903 года вместе с П. В. Вологодским, А. А. Грациановым, Г. А. Вяткиным и С. П. Швецовым участвовал в издании газеты «Сибирский вестник», в марте 1905 года был утвержден официальным издателем этой газеты. После того, как эта газета предъявила политическое обвинение томскому губернатору В. Н. Азанчевскому-Азанчееву, она была запрещена. Была предпринята попытка издавать газету под новым названием «Вестник Сибири», но безуспешно. 
Был приговорен к ссылке на пять лет в Нарымский край, но скрылся и жил нелегально до 1908 года, когда перебрался на Дальний Восток; лишь после долгих хлопот смог вернуться в Томск. 
Умер скоропостижно в сентябре 1920 года на станции Каргат (близ Омска), куда переехал к сыну.